# Spellemannprisen 1983
Der Spellemannprisen 1983 war die zwölfte Ausgabe des norwegischen Musikpreises Spellemannprisen. Die Nominierungen berücksichtigten Veröffentlichungen des Musikjahres 1983. Die Preisverleihung fand am 7. Januar 1984 im Oslo Konserthus statt und wurde von Erik Diesen moderiert. Die Veranstaltung wurde vom Norsk rikskringkasting (NRK) im Fernsehen und im Radio übertragen. Den Ehrenpreis („Bransjens Hederspris“) erhielt Jahn Teigen.

## Gewinner
| Kategorie                                                                       | Gewinner                                                                      | Werk               |
| ------------------------------------------------------------------------------- | ----------------------------------------------------------------------------- | ------------------ |
| Bransjens Hederspris (Ehrenpreis der Branche)                                   | Jahn Teigen                                                                   | –                  |
| Produsent/Opphavsmann/Arrangør (Produzent)                                      | Eirik Wangberg                                                                | Always             |
| Åpen Klasse (Offene Klasse)                                                     | Steinar Ofsdal                                                                | Hat Trick          |
| Årets Artist (Künstler des Jahres)                                              | The Monroes                                                                   | Sunday People      |
| Årets Barneplate (Kinderplatte des Jahres)                                      | Knutsen & Ludvigsen                                                           | Juba Juba          |
| Årets Folkemusikk-/Gammaldans-Plate (Volksmusik-/ Gammaldans-Platte des Jahres) | Tone Hulbækmo                                                                 | Kåmmå no…          |
| Årets Jazz-Plate (Jazz-Platte des Jahres)                                       | Tore Brunborg, Nils Petter Molvær, Jon Balke, Arild Andersen, Jon Christensen | Masqualero         |
| Årets Klassisk/Seriøse Plate (Klassische/seriöse Platte des Jahres)             | Grex Vocalis                                                                  | Renessanse for kor |
| Årets Pop-Plate (Pop-Platte des Jahres)                                         | The Monroes                                                                   | Sunday People      |
| Årets Rock-Plate (Rockplatte des Jahres)                                        | Beranek                                                                       | X-ray              |
| Årets viseplate (Weisenplatte des Jahres)                                       | Lars Klevstrand, Hege Tunaal mit dem Ålesund Kammerensemble                   | Kirans viser       |

## Nominierte
Produsent/Opphavsmann/Arrangør
- Bent Patey: Ocean Front Walk
- Eirik Wangberg: Always
- Jan Erik Kongshaug: Just for You

Åpen Klasse
- Bjørn Eidsvåg: Passe gal
- Steinar Ofsdal: Hat Trick
- Tramteatret: Det går alltid et korstog

Årets Artist
- Alex: Always
- Pål Thowsen: Sympathy
- The Monroes: Sunday People

Årets Barneplate
- Anne-Catharina Vestly: Ole Alexander Filibombombom
- Knutsen & Ludvigsen: Juba Juba
- Trygve Hoff: Trollfjell langs leia

Årets Folkemusikk-/Gammaldans-Plate
- Geirr Lystrup & Godtfolk: Ha ti dæ!
- Sondre Bratland: Den blå gleda
- Tone Hulbækmo: Kåmmå no…

Årets Jazz-Plate
- Tore Brunborg, Nils Petter Molvær, Jon Balke, Arild Andersen, Jon Christensen: Masqualero
- Magni Wentzel: Sofies plass
- Øystein Sevåg, Lakki Patey: Windflowers

Årets Klassisk/Seriøse Plate
- Frantisek Veselka, Milena Dratvová: Valen, Kvandal, Mortensen
- Grex Vocalis: Renessanse for kor
- Ungdomssymfonikerne: Nødvendigheten av å skape

Årets Pop-Plate
- The Monroes: Sunday People
- Trond Granlund: Driftin’
- Vazelina Bilopphøggers: På tur

Årets Rock-Plate
- Beranek: X-ray
- Blind Date: Don’t talk
- DePress: On the Other Side

Årets Viseplate
- Lars Klevstrand, Hege Tunaal mit dem Ålesund Kammerensemble: Kirans viser
- Ryfylke Visegruppe: Forlis
- Vestlandsfanden: Lystig lag